# Medalla del Sáhara
La Medalla del Sáhara fue creada por el Real Decreto 1371/1977, de 2 de junio, para conmemorar la actuación de militares, fuerzas de orden público y personal civil en las acciones militares llevadas a cabo antes del fin de la presencia española en este territorio. Aunque las concesiones dejaron de otorgarse unos años después, no fue hasta 2003 cuando se abolió formalmente mediante el Real Decreto 1040/2003.

## Descripción
En octubre de 1977 se publicó en el BOE una orden que desarrollaba las normas para la concesión de la medalla, describiendo también las características de la condecoración. Ésta debía consistir en 1 cruz del sur de plata, sobre la que aparecería 1 estrella de 5 puntas y 1 luna creciente, ambas esmaltadas en blanco, con 1 anillo de plata en la parte superior, sobre el que se engarzaría la cinta. La cinta era negra con 2 franjas azul claro (del mismo grosor) y con los bordes exteriores estrechos en blanco, azul claro con franjas exteriores negras (según la presencia o no en la zona de combate) o blanca (para el personal de la administración central). El pin debía ser de metal dorado, con la palabra Sahara y las fechas de entrada y salida del territorio (20 de mayo de 1973-28 de febrero de 1976).